# Vitrella brassicaformis
A Vitrella brassicaformis az Alveolata egysejtű faja. A Chromera velia és a Vitrella brassicaformis a Chromerida két ismert tagja, melyek a rang nélküli Colpodellales (= Colpodellida) tagjai. E csoport filogenetikailag közel áll az Apicomplexa csoporthoz, melybe például a malária kórokozója, a Plasmodium is tartozik. Mind a V. brassicaformis, mind a C. velia fotoszintetikus, és összetett szekunder plasztisz található bennük. E jellemző határozta meg a Chromerida felfedezését, mivel a fotoszintetikus képesség lehetővé tette az Apicomplexa nem fotoszintetikus parazitizmusa fejlődése megismerését. Egyik nemzetségben sincs klorofill b vagy klorofill c, ez köti össze a két fajt, mivel a csak klorofill a-t tartalmazó algák ritkák. Hasonlóságaik ellenére a V. brassicaformis morfológia, életciklus és kiegészítő fotoszintetikus pigmentek tekintetében jelentősen különbözik a C. veliától. A V. brassicaformis zöld, életciklusa összetett, több útból áll széles méret- és morfológiai tartománnyal, míg a Chromera barna, és életciklusa egyszerűbb. A színkülönbségek oka a kiegészítő pigmentek közti eltérés.

## Izoláció és azonosítás
Élő V. brassicaformis-kultúrákat 2012-ben izoláltak Oborník  et al. a Leptastrea purpurea korallfajból a Nagy-korallzátonyban. Ezek a maine-i NCMA kultúragyűjteményből érhetők el NCMA 3156–3158 számmal, de más gyűjteményekben is megtalálhatók, például az NQAIF-ben (Ausztrália) és a CCAP-ben (Egyesült Királyság). 2004-ben a Tengeri Fitoplanktonkultúra-gyűjtemény (ma Bigelow NCMA) R. Moore tisztította kultúráit „újraizolálták” (újratisztították) a CCMP dolgozói. Ők azt feltételezték, hogy a mozgó ostoros állapot örökre elkülöníthető a bentikus gömbölyű állapottól erről kiderült, hogy hamis, mivel egy életciklus szakaszairól van szó. A faj történetében e különös elemzési folyamat lehetségessége igazolta a faj más fotoszintetikus eukariótákkal összehasonlítva különös életciklusát. Azonban ez gyakori életciklus a V. brassicaformis közeli rokonaiban, a páncélos ostorosokban.
Változó szomatikus életciklusa mellett a V. brassicaformis lehetséges gametogenezisét és rekombináns szakaszait is leírták.

## Életmód
Mixotróf: fototrófiára (fény mint energiaforrás) és heterotrófiára (predáció mint energiaforrás) egyaránt képes. A mixotróf páncélos ostorosok gyakoriak a táplálékhálózatban, és a Vitrella-szerű élőlények ezek ősei lehettek, így feltehetően a Chromerida környezeti DNS-ekben is megtalálható lehet.

## Leírás
A Vitrella brassicaformist 2012-ben írták le Oborník  et al. az RM11 (CCMP 3155) típusanyagból, melyet először Pocillopora domicornisból mutattak ki. Jelentős különbségeket mutattak ki a V. brassicaformis és a C. velia közt, így 2 különböző családba (Vitrellaceae, illetve Chromeraceae) sorolták. A ptDNS erősen kompakt, a C. veliáénál több gént tartalmazó 85 kbp hosszú kör.

## Evolúció és rendszertan
A Chromerához hasonlóan a Vitrella az Alveolata-fejlődés különböző – botanikai és zoológiai – nézetei közti híd. E nézetek nem feltétlenül ellentétesek egymással. A nem fotoszintetikus kládokból álló Apicomplexát általában a zoológiai, míg az algákat gyakran a botanikai nevezéktan szerint írják le. A protisztológusok gyakran szabadon használták a két nevezéktant, és e két faj példa e szabadság szüksgességére. Mindkét faj életciklusa rendelkezik ostoros és bentikus szakasszal is.
Thomas Cavalier-Smith az Apicomplexa és a Dinozoa vizsgálatakor a két kládot és több rokon csoport, például a Colpodellales és a Perkinsozoa tagjait egyesítő Myzozoa kládot javasolta. Morfológia és életmód (például mizocitózis) alapján a V. brassicaformis a C. veliánál jobban hasonlít a Myzozoa ősére. A két életmód, az auto- és heterotrófia egy fajon belül a Myzozoa-radiációhoz vezető lehetőségeket mutatja be.

## Ökológia
A Vitrella brassicaformist először a Scleractinia Leptastrea purpurea korallfajából mutatták ki a Symbiodinium-izolációhoz hasonló módszerrel. A Vitrella minden trópusi és meleg szubtrópusi környezetben előfordul. Nemcsak korallzátonyokban, hanem trombolitok, sztromatolitok és más meszesülő tengeri környezetek közelében is megtalálható.

## Fordítás
Ez a szócikk részben vagy egészben  a   Vitrella című angol Wikipédia-szócikk ezen változatának fordításán alapul.  Az eredeti cikk szerkesztőit annak laptörténete sorolja fel. Ez a jelzés csupán a megfogalmazás eredetét és a szerzői jogokat jelzi, nem szolgál a cikkben szereplő információk forrásmegjelöléseként.